# Jean Rochefort
Jean Rochefort (París, 29 de abril de 1930-9 de octubre de 2017) fue un actor francés.

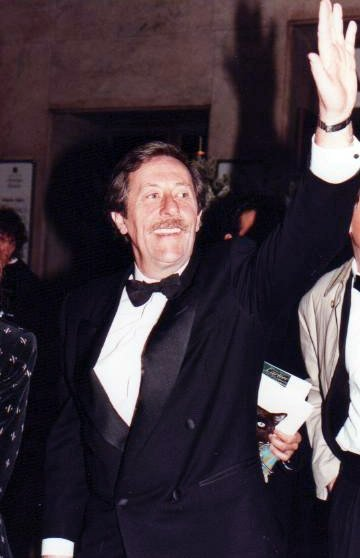
En una edición de los Premios César en los años 80.

## Biografía

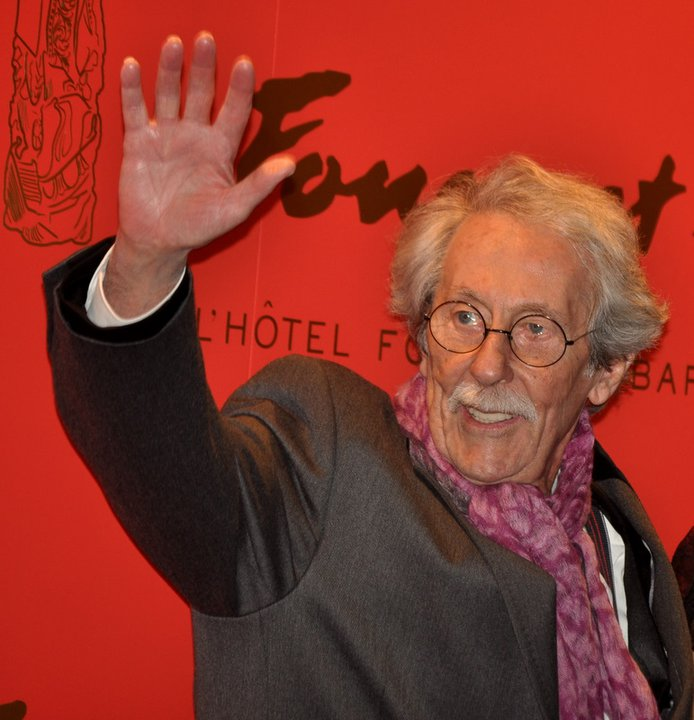
Jean Rochefort César 2011.

Nacido en París de padres bretones, asistió al Instituto Pierre Corneille de Ruan. Con 19 años entró en el Centro de Arte Dramático de la calle Blanche y posteriormente se incorporó al Conservatorio Nacional. Trabajó con la Compañía Grenier Hussenot como actor de teatro desde 1953 y durante siete años.
Tras algunos papeles secundarios interpretó su primer papel importante en el drama Amor en rebeldía (1972) con Annie Girardot y Claude Jade. En esta película interpretó a un padre de 41 años de edad con una familia de niños adultos (la joven Claude Jade tenía ya 23). Tenía un bigote, su marca registrada Moustache, que solo se quitó una vez desde entonces (1992 en "Ridicule").  Ese mismo año también apareció en El gran rubio con un zapato negro y en su continuación La vuelta del gran rubio (con un zapato rojo) (1974). Aumentó notablemente su popularidad al protagonizar la comedia Un elefante se equivoca enormemente (1976).
Falleció el 9 de octubre de 2017 a los 87 años de edad.

## Filmografía
- Floride (2015) de Philippe Le Guay.
- Jack y la mecánica del corazón (2013) de Stéphane Berla y Mathias Malzieu
- El artista y la modelo (2012) de Fernando Trueba.
- Las vacaciones de Mr. Bean (2007) de Steve Bendelack.
- Frankenstein (2004) de Kevin Connor.
- No se lo digas a nadie (2006) de Guillaume Canet.
- Perdidos en La Mancha (2002) de Keith Fulton.
- El hombre del tren (2002) de Patrice Leconte.
- Salir del armario (2001) de Francis Veber.
- A propósito de Buñuel (2000) de José Luis López-Linares.
- El viento se llevó lo que (1998) de Alejandro Agresti.
- ¡A trabajar! (1998) de Alain Guesnier.
- El conde de Montecristo (1998) de Josée Dayan.
- Cómicos en apuros (1996) de Patrice Leconte.
- Nadie está a salvo (1996) de Patrice Leconte.
- Nunca jamás (1996) de Charles Finch.
- Palace (1995) de Joan Gràcia, Paco Mir y Carles Sans.
- Prêt-à-porter (1994) de Robert Altman.
- En tránsito (1993) de Philippe Lioret.
- La maté porque era mía (1993) de Patrice Leconte.
- El largo invierno (1992) de Jaime Camino.
- El marido de la peluquera (1990) de Patrice Leconte.
- El señor de la gran mansión (1989) de Régis Wargnier.
- Cuidado con las rubias (1980) de Giorgio Capitani.
- Postales desde Francia (1979) de Willard Huyck.
- ¿Quién está matando a los grandes chefs de Europa?(1978) de Ted Kotcheff
- Le Crabe-tambour (1977) de Pierre Schoendoerffer.
- Conspiración para matar a un cura (1976) de René Gainville.
- Que empiece la fiesta (1975) de Bertrand Tavernier.
- El relojero de Saint-Paul (L'horloger de Saint-Paul) (1974), de Bertrand Tavernier
- ¡Dios mío, cómo he caído tan bajo! (1974) de Luigi Comencini.
- El fantasma de la libertad (1974) de Luis Buñuel.
- El gran rubio con un zapato negro (1972) de Yves Robert.
- Amor en rebeldía (1972) de Serge Korber.
- Las tribulaciones de un chino en China (1965) de Philippe de Broca.
- Cartouche (1962) de Philippe de Broca.
- El capitán Fracassa (1960) de Pierre Gaspard-Huit.

## Premios y distinciones
Festival Internacional de Cine de Venecia
| Año  | Categoría                          | Película           | Resultado |
| ---- | ---------------------------------- | ------------------ | --------- |
| 2002 | Premio de la audiencia-Mejor actor | El hombre del tren | Ganador   |